# Planetele Stargate

Această diagramă arată modul în care simbolurile porţii se translatează în coordonate fizice (spaţiale).

Aceasta este o listă de planete imaginare (excepție Terra) din universul științifico-fantastic Stargate. 

## A
AbydosP8X-873; Adresa porții 
AltairP3X-989
Alaris
ArgosP3X-8596; Adresa porții 
Athos
Avalon

## B
BP6-3Q1

## C
CartagoP3X-1279.
Celestis
ChulakPlaneta de origine a lui Teal'c și a lui Bra'tac. Adresa porții 
CimmeriaP3X-974, planeta primului contact cu Asgard, populația are origini vikinge. Adresa porții 
CamelotP3X-747, Planeta în care locuitorii au așteptat o lungă perioadă întoarcerea regelui Arthur.
CastianaUna din cele trei planete necesare pentru localizarea Sangreal (Sfântul Graal), arma lui Merlin.

## D
DelmakPlaneta de origine a lui Sokar și apoi a lui Apophis.
DakaraPlaneta este un loc sfânt pentru toți Jaffa. Acolo este situat orașul omonim Dakar, distrus de Ori în sezonul al zecelea.

## E
ErebusPlanetă ce servește ca lagăr de muncă forțată, aflată în stăpânirea lui Ba'al.
Edora
Euronda

## H
HallaColonie Asgard.
Hak'tyl
HankaP8X-987 Planeta de origine a lui Cassandra.
Hebridan
Heliopolis

## J
Juna

## K
Kheb
K'TauPlanetă sub protecția rasei Asgard
KallanaPlanetă Jaffa

## L
Langara(P2S-4C3) este o planetă fictivă din Calea Lactee unde are loc acțiunea din unele episoade Stargate SG-1. Jonas Quinn este un nativ al acestei planete.
Lantia
Latona
Linus 

## M
Madrona(PX7-941)
M35-117Planeta din galaxia Pegas , în care a fost situat orașul Atlantis după atacul împotriva rasei Asuran

## N
NetuLuna planetei Delmak pe care Sokar o transformă într-un astru vulcanic.

## O
Oannes P3X-866 Adresa porții 
OrbanAici sunt descendenții unui popor nativ american.
OrillaNoua planetă-capitală a rasei Asgard.
OthalaLumea rasei Asgard din galaxia Ida.

## P
P3R-233Lumea în care Daniel Jackson a găsit o oglindă cuantică care permite călătoria într-o dimensiune paralelă
P3W-451
P3X-888Planeta originală a rasei Unas și a simbioților Goa'uld. Acesta este locul unde s-a născut Imperiul Goa'uld.
Praclarush Taonas
P3X-984 
P3X-774Planetă cu peisaj luxuriant forestier, locuită de Nox.
P4X-650Site alfa.
P4X-639
P4C-737 

## R
Reetalia

## S
Sahal/Valos Cor
Sateda

## T
Taranis
Tartarus
Tau'riAdresa porții 
Tegalus
TollanNume de cod: P3X-775
Tollana

## V
Velona
Vis Uban 
Vorash 
Vyus 